# ۴۲ (عدد)
۴۲ (چهل و دو) یک عدد طبیعی است که بعد از ۴۱ و قبل از ۴۳ قرار دارد.
این عدد در کتاب راهنمای مسافران مجانی کهکشان نوشته داگلاس آدامز به عنوان پاسخ نهایی زندگی، جهان و هر چیز دیگر از طرف کامپیوتری که برای پاسخ به این سؤال مطرح شده - بعد از ۷.۵ میلیون سال محاسبه - عنوان می‌شود.
به دلیل علاقه هکرهای جهان به این کتاب، این عدد بارها در دنیای گیک استفاده شده. برای مثال:
- در فرمت فایل TIFF ۱۶ بیت دوم هر فایل، ۴۲ است.
- در سیستم فایل ریزر۴، ۴۲ شمارهٔ inode دایرکتوری ریشه است.
- در موتورهای جستجوی گوگل، ولفارم آلفا و بینگ مایکروسافت اگر به دنبال «the answer to life the universe and everything» بگردید، عدد ۴۲ را به عنوان جواب دریافت می‌کنید.

وقتی از دستیار های صوتی گوگل و آمازون الکسا بپرسید معنای زندگی چیست با این جواب ها مواجه می‌شوید:
- الکسا: پاسخ کلیشه‌ای و قدیمی به این سؤال، ۴۲ است.
- دستیار گوگل: پاسخ این سؤال، عددی بین ۴۱ و ۴۳ است.